# Willem I van Genève
Willem I van Genève (circa 1132 - Annecy, 25 juli 1195) was van 1178 tot aan zijn dood graaf van Genève.

## Levensloop
Willem I was de oudste zoon van graaf Amadeus I van Genève en diens eerste echtgenote Mathilde, dochter van heer Hugo I van Cuiseaux. In 1178 volgde hij zijn vader op als graaf van Genève.
Tijdens zijn regering voerde Willem I een beleid dat binnen de politiek van het huis Welfen hoorde. Ook ondersteunde hij kloosterlijke stichtingen in zijn landerijen en omgeving. 
Net als zijn vader probeerde hij zijn rechten op de stad Genève opnieuw te bemachtigen, die het graafschap Genève ten gevolge van het Verdrag van Seyssel in 1124 had verloren aan het bisdom Genève. Hij schond dit verdrag door in de buurt van Genève een muur te bouwen, waardoor hij door bisschop Ardutius van Faucigny werd geëxcommuniceerd. Uiteindelijk werd het conflict in 1186 opgelost door het ingrijpen van keizer Frederik I Barbarossa.
Willem I stierf in juli 1195 in het Château de Novel in Annecy. Hij werd als graaf van Genève opgevolgd door zijn zoon Humbert.

## Huwelijken en nakomelingen
Eerst huwde Willem I met Agnes (overleden rond 1172), dochter van graaf Amadeus III van Savoye. Ze kregen een zoon:
- Humbert (overleden in 1225), graaf van Genève

Zijn tweede echtgenote werd Beatrix, vermoedelijk een dochter van heer Aymon I van Faucigny. Ze kregen volgende kinderen:
- Aymon (1174-1191/1195)
- Beatrix (1180-1252), huwde in 1195 met graaf Thomas I van Savoye
- Willem II (1185-1252), graaf van Genève
- Amadeus ( -1220), later bisschop van Maurienne